# Zmijar
Zmijar (latinski: Circaetus gallicus) ptica je grabljivica, srednje veličine, iz obitelji jastrebova.  

## Etimologija
Ime roda Circaetus potječe od starogrčkih riječi kirkosa, vrsta sokola i aetos, "orao". Specifični oblik galikus znači "Galija"

## Stanište
Ova je vrsta iz Starog svijeta koja obitava na području Sredozemlja, u Rusiji i na Bliskom Istoku, dijelovima zapadne Azije, na Indijskom potkontinentu, pa čak i na nekim indonezijskim otocima. 
Jedinke koje su prisutne na sjevernom rubu Sredozemlja i drugim dijelovima Europe, migriraju uglavnom u subsaharsku Afriku sjeverno od ekvatora, odlazeći između rujna i listopada, a vraćaju se u travnju i svibnju. Na Bliskom i Dalekom Istoku populacija je stalno nastanjena. U Europi je najbrojnija populacija u Španjolskoj, gdje je prilično uobičajena, ali je rijetka u mnogim dijelovima svoga raspona. Ptica se čak pojavila i na otocima Scilly u Ujedinjenom Krljevstvu, u listopadu 1999. 
Orla zmijara nalazimo na otvorenim ravnicama, u sušnim kamenjarskim grmljem, u podnožjima brda te u polupustinjskim predjelima. Potrebna su stabla za gniježđenje i otvorena staništa, poput kultivara i travnjaka.

## Opis
Odrasle jedinke dugačke su 62 – 67 cm s rasponom krila između 170 i 185 cm, a teški su između 1,2 i 2,3 kg. Mogu se prepoznati po pretežno bijeloj donjoj strani, pri čemu su gornji dijelovi sivkasto-smeđe boje. Brada, grlo i gornja dojka su blijeda, zemljano-smeđa. Rep ima 3 ili 4 pera. Dodatne naznake su zaobljena glava poput sove i jarko žute oči. 
Zmijar provodi više vremena u leu nego što to čini većina članova njegovog roda. Uzlijeće nad padinama brda i nadmorskim vrhovima u visini, a velik dio lova čini s pozicije na visinama do 500 metara. Često se lebdi poput goluba. Kad se izboči, to čini s ravnim krilima. 

## Ponašanje
Njegov plijen su gmazovi, uglavnom zmije, ali i neki gušteri. Ponekad se zaplete u veće zmije i bori se s njom na zemlji. Povremeno lovi i male sisavce veličine zeca, a rijetko lovi ptice i velike kukce. 
Ovaj orao uglavnom je vrlo tih. Ponekad emitira razne zvukove. Pri razmnožavanju odlaže samo jedno jaje. Može živjeti do 17 godina. 
Orao zmijar pretrpio je snažan pad broja jedinki i rasprostranjenosti u Europi, te se još broj jedinki smanjuje u nekim zemljama.
U Hrvatskoj je manje od 500 parova. Potrebna mu je zaštita. U istočnim dijelovima svijeta ova vrsta još nije ugrožena.

## Vanjske poveznice
{
|  | Zajednički poslužitelj ima stranicu o temi Circaetus gallicus    |
|  | Zajednički poslužitelj ima još gradiva o temi Circaetus gallicus |
|  | Wikivrste imaju podatke o taksonu Circaetus gallicus             |